# Krukt
Krukt là một chi nhện trong họ Zoropsidae. Chi này được Raven & Stumkat miêu tả năm 2005.

## Các loài
- Krukt cannoni Raven & Stumkat, 2005
- Krukt ebbenielseni Raven & Stumkat, 2005
- Krukt megma Raven & Stumkat, 2005
- Krukt piligyna Raven & Stumkat, 2005
- Krukt vicoopsae Raven & Stumkat, 2005